# فيداس الونديريس
فيداس الونديريس (27 مارس 1979 بكلايبيدا في ليتوانيا - ) هو لاعب كرة قدم ليتواني في مركز قلب الدفاع. شارك مع منتخب ليتوانيا لكرة القدم. أما مع النوادي، فقد لعب مع بالتيكا كالينينغراد وزاغويمبيه لوبين وسيبير نوفوسيبيريسك ولاسك لينتس ونادي أتلانتس ونادي تافريا سيمفروبول ونادي جالغيريس ونادي ميتاليست خاركيف وسیمرغ زاقاتالا ‏ وKS Polonia Vilnius ‏ وFK Geležinis Vilkas ‏ وFK Vėtra ‏.

## وصلات خارجية
- فيداس الونديريس على موقع الاتحاد الأوربي (الإنجليزية)
- فيداس الونديريس على موقع اتحاد أوكرانيا (الإنجليزية)
- فيداس الونديريس على موقع قاعدة بيانات كرة القدم.إي يو (الإنجليزية)
- فيداس الونديريس على موقع ناشيونال فوتبول تيمز (الإنجليزية)
- فيداس الونديريس على موقع Soccerway.com (الإنجليزية)
- فيداس الونديريس على موقع عالم كرة القدم.نت (الإنجليزية)